# Monségur (Lot-et-Garonne)
Monségur ist eine französische Gemeinde mit 400 Einwohnern (Stand 1. Januar 2022) im Département Lot-et-Garonne in der Region Nouvelle-Aquitaine (vor 2016: Aquitanien). Die Gemeinde gehört zum Arrondissement Villeneuve-sur-Lot und zum Kanton Le Haut Agenais Périgord.

## Geographie
Die Gemeinde Monségur liegt circa 17 Kilometer nordöstlich von Villeneuve-sur-Lot in der historischen Provinz Agenais am nordöstlichen Rand des Départements.
Umgeben wird Monségur von den sechs Nachbargemeinden:
| Lacaussade  | Montagnac-sur-Lède                          | Salles       |
| Saint-Aubin | Kompassrose, die auf Nachbargemeinden zeigt | Condezaygues |
|             | Trentels                                    |              |

Monségur liegt im Einzugsgebiet des Flusses Garonne.
Die Leyze, ein Nebenfluss der Lède, bildet eine natürliche Grenze zu den nördlichen Nachbargemeinden Lacaussade, Montagnac-sur-Lède und Salles. Zwei seiner Nebenflüsse, der Brugassou und der Dounech, entspringen in Monségur ebenso wie der Pétre und der Ruisseau de Fon Goudal, Nebenflüsse des Lot.

### Einwohnerentwicklung

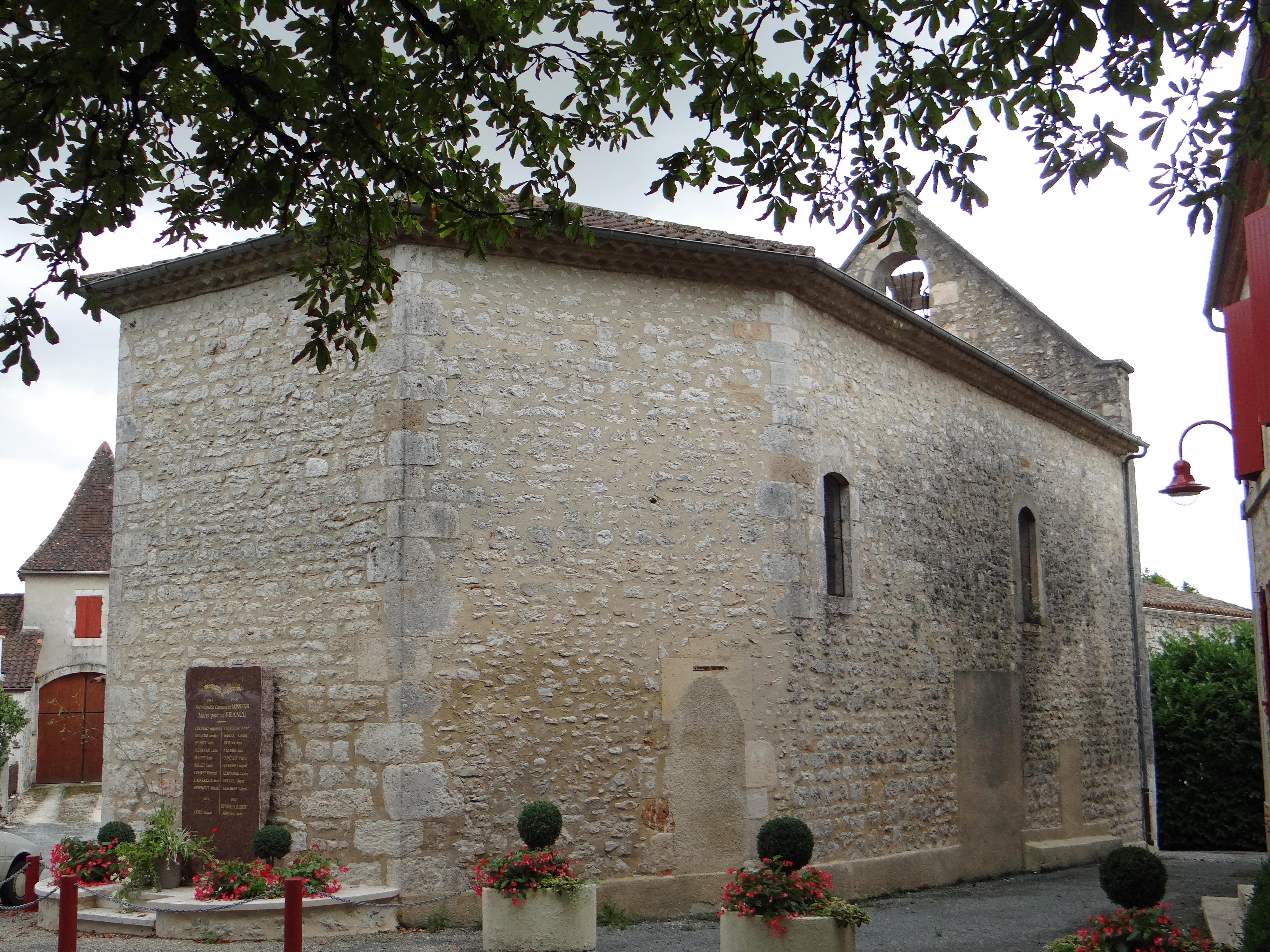
Pfarrkirche Notre-Dame

Nach Beginn der Aufzeichnungen stieg die Einwohnerzahl zu Beginn des 19. Jahrhunderts auf einen Höchststand von über 800. Zwischen 1821 und 1831 ist ein markanter Rückgang der Gemeindegröße zu verzeichnen. In der Folgezeit sank die Größe der Gemeinde bei kurzen Erholungsphasen bis nach dem Zweiten Weltkrieg weiter. Es setzte dann eine Phase mit Wachstum ein, die bis heute anhält.
| Jahr      | 1962 | 1968 | 1975 | 1982 | 1990 | 1999 | 2006 | 2011 | 2022 |
| --------- | ---- | ---- | ---- | ---- | ---- | ---- | ---- | ---- | ---- |
| Einwohner | 316  | 279  | 329  | 386  | 381  | 377  | 374  | 383  | 400  |

## Pfarrkirche Notre-Dame
Sie wurde im Jahre 1695 als Ersatz für die frühere Pfarrkirche errichtet. Die Kirche ist aus Bruchsteinen aus Kalkstein gebaut, ein für das Gebiet typischer Baustoff. Sie enthält wenige Verschönerungselemente. Ihr einfacher Grundriss umfasst ein einschiffiges Langhaus, das von einer dreiwandigen Apsis abgeschlossen wird. Dies ist eine Besonderheit, denn sie ist im Umkreis die einzige mit diesem Abschluss. Ein kleiner, südlicher Anbau birgt die Sakristei. Die Westfassade läuft oben in einen Glockengiebel mit einer Glockenöffnung aus.

## Wirtschaft und Infrastruktur
Die Landwirtschaft ist einer der wichtigsten Wirtschaftsfaktoren der Gemeinde.

### Bildung
Die Gemeinde verfügt über eine öffentliche Grundschule mit 20 Schülerinnen und Schülern im Schuljahr 2018/2019.

### Verkehr
Monségur ist erreichbar über die Route départementale 124.